# Fiscus
Fiscus (latin: ’flätad korg’, ’penningkorg’) var de romerska kejsarnas privata kassa.
Studentnationerna vid universitetsstäderna ägde under de första århundradena (1600–1900-tal) kistor som kallades "fiscus", däri nationens matrikulationshandlingar och andra värdeföremål såsom böcker och pokaler förvarades. Kistan brukade i regel finnas hemma hos nationens inspektor eller kurator fram till dess att nationerna skaffade sig egna lokaler där den kunde förvaras.